# Brunnen der Freundschaft
Der Brunnen der Freundschaft ist ein Springbrunnen auf dem Schumannplatz (früher Karl-Marx-Platz) in Zwickau. Er existiert seit 1986 und besteht aus stilisierten Darstellungen von Weltkugel, Vulkan und Erde. Am Wochenende beleuchten vier LED-Sprudeldüsen den Brunnen.

## Geschichte
Am Standort des Brunnens befand sich von 1898 bis etwa 1943 ein Bismarck-Denkmal und von 1953 bis 1986 der Zwickauer Pavillon der Deutsch-Sowjetischen Freundschaft.
Die etwa 120 Quadratmeter große pflastergedeckte Anlage ist nach der Fontäne am Schwanenteich das zweitgrößte Wasserspiel der Stadt, enthält im Inneren 165 Meter Rohrleitungen und wurde von den Künstlern Erika Matthes und Joachim Harbort gestaltet. Das erste Wasser floss am 21. August 1986.
Im Jahr 2010 musste der Brunnen stillgelegt werden, weil er undicht geworden war und der Wasserverbrauch ein unvertretbares Ausmaß erreichte. Von April bis Mai 2014 wurde er für 170.000 Euro weitgehend originalgetreu repariert. Unter anderem versorgen nun drei zeitgesteuerte Pumpen die verschiedenen Elemente über Kunststoffleitungen mit ausreichend Wasser.